# 라리가 플레이오프전
라리가 플레이오프전은 연간 축구 대회로, 세군다 디비시온과 라 리가의 마지막 승강 순위 구단들 간의 경쟁이다. 현재 형식은 세군다 디비시온에서 라 리가로 바로 승격되는 두 구단 아래의 네 구단이 참가한다. 이 네 구단은 플레이오프 경기를 펼쳐 승자가 승격 막차를 타게 된다. 2군 구단들은 이 대회 참가 자격이 없다.
플레이오프전은 1929년에 도입되어 시즌 말에 개최되었다. 1999년까지 이 플레이오프전에는 1부와 2부 리그가 모두 참가했지만, 2011년에 재도입되면서 세군다 디비시온의 4개 구단이 참가하는 형태로 변경되었다.

## 결과

### 1929
라 리가와 세군다 디비시온 간의 첫 플레이오프전은 세군다 디비시온 1위 구단과 라 리가 최하위 구단 간의 승격/강등 플레이오프전이었다. 두 구단은 안방과 원정 경기 방식으로 승격/강등 여부를 결정했는데, 라 리가의 라싱 산탄데르가 이기면서 1부 리그 잔류를 확정지었다.
| 시즌 | 승자          | 패자   |
| ---- | ------------- | ------ |
| 1929 | 라싱 산탄데르 | 세비야 |

### 1935–1936
1934년, 세군다 디비시온이 3개조 10개 구단이 참가하는 방식으로 확장되었다. 각 조별 상위 2개 구단이 결선에 진출하여 리그전을 펼쳤다. 여기서 상위 2개 구단이 라 리가로 승격되었다.
| 시즌 | 우승       | 준우승   | 3위           | 4위      | 5위      | 6위        |
| ---- | ---------- | -------- | ------------- | -------- | -------- | ---------- |
| 1935 | 에르쿨레스 | 오사수나 | 셀타 비고     | 사바델   | 무르시아 | 바야돌리드 |
| 1936 | 셀타 비고  | 사라고사 | 아레나스 게초 | 무르시아 | 지로나   | 헤레스     |

### 1940–1950
스페인 내전 종전 직후, 세군다 디비시온 1939-40을 기점으로 5개조로 확장되었고, 우승자가 결선에 합류했다. 결선 리그 우승 구단은 즉시 1부 리그 승격 자격이 주어졌고, 준우승 구단은 라 리가 승격을 위해 플레이오프전을 치렀다.
이후, 세군다 디비시온은 12개 구단으로 구성된 2개의 조로 재편성했고, 각 조의 1, 2위 구단이 결선에 진출했다. 이 경우, 결선 리그의 우승 구단과 준우승 구단이 즉시 1부 리그로 승격되었고, 3위와 4위 구단이 라 리가 12위, 11위 구단과 플레이오프전을 치렀다. 단일 리그로 개편된 1945년을 기점으로 1947년까지, 세군다 디비시온 3위 구단이 라 리가 12위 구단과 단판 플레이오프전을 치렀다.
모든 경기는 중립 구장에서 치렀다.
| 시즌 | 승자            | 패자          |
| ---- | --------------- | ------------- |
| 1940 | 셀타 비고       | 데포르티보    |
| 1941 | 카스테욘        | 사라고사      |
| 1941 | 데포르티보      | 무르시아      |
| 1942 | 바르셀로나      | 무르시아      |
| 1942 | 오비에도        | 사바델        |
| 1943 | 에스파뇰        | 스포르팅 히혼 |
| 1943 | 그라나다        | 바야돌리드    |
| 1944 | 데포르티보      | 콘스탄시아    |
| 1944 | 에스파뇰        | 알코야노      |
| 1945 | 셀타 비고       | 그라나다      |
| 1946 | 에스파뇰        | 힘나스티코    |
| 1947 | 레알 소시에다드 | 무르시아      |
| 1950 | 알코야노        | 힘나스티코    |
| 1950 | 무르시아        | 오비에도      |

### 1951–1956
1950년대에 들어 세군다 디비시온이 2개조로 나뉘었고, 승격/강등 제도가 개편되었다. 각 조의 2위와 3위가 라 리가 16개 구단들 중 13위와 14위를 차지한 구단이 리그전을 펼쳐 이듬해 라 리가 시즌에 합류했다.
| 시즌 | 우승                  | 준우승                | 3위           | 4위      | 5위        | 6위        |
| ---- | --------------------- | --------------------- | ------------- | -------- | ---------- | ---------- |
| 1951 | 라스 팔마스           | 사라고사              | 말라가        | 무르시아 | 사바델     | 살라망카   |
| 1952 | 발렌시아 메스타야     | 레알 히혼             | 레알 산탄데르 | 알코야노 | 로그로녜스 | 페롤       |
| 1953 | 데포르티보            | 에스파냐 인두스트리알 | 셀타 비고     | 테투안   | 아빌레스   | 에르쿨레스 |
| 1954 | 말라가                | 에르쿨레스            | 오사수나      | 바라칼도 | 레리다     | 하엔       |
| 1955 | 에스파뇰              | 레알 소시에다드       | 오비에도      | 테투안   | 사라고사   | 그라나다   |
| 1956 | 에스파냐 인두스트리알 | 사라고사              | 오비에도      | 무르시아 | 베티스     | 알라베스   |

### 1959–1968
1958년, 스페인 왕립 축구 연맹은 라 리가와 세군다 디비시온 간의 승강 플레이오프전 형식을 재도입했다. 라 리가 13위와 14위는 세군다 디비시온 3위와 4위 구단과 맞대결을 벌였다. 여기서 승리한 두 구단이 이듬해 라 리가에 참가하게 되었다.
금색은 라 리가 구단을, 은색은 세군다 디비시온 구단을 의미한다.
| 시즌 | 승자            | 패자              |
| ---- | --------------- | ----------------- |
| 1959 | 그라나다        | 사바델            |
| 1959 | 라스 팔마스     | 레반테            |
| 1960 | 레알 소시에다드 | 코르도바          |
| 1960 | 레알 소시에다드 | 셀타 비고         |
| 1961 | 엘체            | 아틀레티코 세우타 |
| 1961 | 오비에도        | 셀타 비고         |
| 1962 | 말라가          | 라싱 산탄데르     |
| 1962 | 바야돌리드      | 에스파뇰          |
| 1963 | 에스파뇰        | 마요르카          |
| 1963 | 레반테          | 데포르티보        |
| 1964 | 에스파뇰        | 레알 히혼         |
| 1964 | 오비에도        | 에르쿨레스        |
| 1965 | 말라가          | 레반테            |
| 1965 | 사바델          | 무르시아          |
| 1966 | 그라나다        | 말라가            |
| 1966 | 사바델          | 셀타 비고         |
| 1967 | 베티스          | 그라나다          |
| 1967 | 세비야          | 레알 히혼         |
| 1968 | 코르도바        | 칼보 소텔로       |
| 1968 | 레알 소시에다드 | 바야돌리드        |

### 1987–1999
1987년, 스페인 프로축구연맹(LFP)가 라 리가 참가 구단 수를 20개로 늘리면서 라 리가와 세군다 디비시온 간의 승강 플레이오프전을 재도입했다. 이번에는 라 리가의 17위와 18위 구단과 2군이 아닌 세군다 디비시온 3위와 4위 구단과 플레이오프전을 치렀다. 두 플레이오프전의 승자가 라 리가 참가 자격을 얻었다. 이 형식은 1999년까지 지속되었는데, 그 후로 스페인 프로축구연맹은 플레이오프전을 폐지하고 라 리가 최하위 3개 구단이 강등되고 세군다 디비시온 최상위 3개 구단이 승격되는 방식으로 제도를 개편했다.
1997년, 라 리가 참가 구단 수를 22개 구단에서 20개 구단으로 줄이면서, 라 리가 18위 구단과 세군다 디비시온 3위 구단 간의 딱 한 쌍의 플레이오프전만 진행되었다.
| 시즌 | 승자           | 패자           |
| ---- | -------------- | -------------- |
| 1988 | 무르시아       | 라요 바예카노  |
| 1988 | 오비에도       | 마요르카       |
| 1989 | 마요르카       | 에스파뇰       |
| 1989 | 테네리페       | 베티스         |
| 1990 | 에스파뇰       | 말라가         |
| 1990 | 테네리페       | 데포르티보     |
| 1991 | 카디스         | 말라가         |
| 1991 | 사라고사       | 무르시아       |
| 1992 | 카디스         | 피게레스       |
| 1992 | 데포르티보     | 베티스         |
| 1993 | 알바세테       | 마요르카       |
| 1993 | 라싱 산탄데르  | 에스파뇰       |
| 1994 | 콤포스텔라     | 라요 바예카노  |
| 1994 | 바야돌리드     | 톨레도         |
| 1995 | 스포르팅 히혼  | 례이다         |
| 1995 | 살라망카       | 알바세테       |
| 1996 | 엑스트레마두라 | 알바세테       |
| 1996 | 라요 바예카노  | 마요르카       |
| 1997 | 마요르카       | 라요 바예카노  |
| 1998 | 오비에도       | 라스 팔마스    |
| 1998 | 비야레알       | 콤포스텔라     |
| 1999 | 라요 바예카노  | 엑스트레마두라 |
| 1999 | 세비야         | 비야레알       |

### 2011–현재
2010-11 시즌, 세군다 디비시온에 풋볼 리그 플레이오프전 형식이 도입되었다. 상위 2개 구단은 다음 시즌 라 리가로 바로 승격되며, 3위부터 6위까지 리그를 마친 구단이 플레이오프전에 참가한다. 만약 2군이 이 순위 안에 기록되는 경우, 참가 자격은 차상위 구단이 가져간다.
준결승전에서 5위 구단은 4위 구단을 상대하며 6위 구단은 3위를 상대한다. 결승전도 안방과 원정 경기를 번갈아 치른다. 상위 순위로 리그를 마친 구단이 2차전을 안방에서 치른다.
2년차를 기점으로 새 규정이 신설되었다: 토너먼트전에서 동점을 이룰 경우 종료 시에 연장전을 시행하고, 그래도 동점이면 승부차기 없이 리그를 상위 순위로 마친 구단이 우선권에 따라 승자로 결정된다.
| 시즌 | 승격 구단     | 준우승      | 준결승 진출             |
| ---- | ------------- | ----------- | ----------------------- |
| 2011 | 그라나다      | 엘체        | 셀타 비고, 바야돌리드   |
| 2012 | 바야돌리드    | 알코르콘    | 코르도바, 에르쿨레스    |
| 2013 | 알메리아      | 지로나      | 알코르콘, 라스 팔마스   |
| 2014 | 코르도바      | 라스 팔마스 | 무르시아, 스포르팅 히혼 |
| 2015 | 라스 팔마스   | 사라고사    | 지로나, 바야돌리드      |
| 2016 | 오사수나      | 지로나      | 코르도바, 짐나스틱      |
| 2017 | 헤타페        | 테네리페    | 카디스, 우에스카        |
| 2018 | 바야돌리드    | 누만시아    | 스포르팅 히혼, 사라고사 |
| 2019 | 마요르카      | 데포르티보  | 알바세테, 말라가        |
| 2020 | 엘체          | 지로나      | 알메리아, 사라고사      |
| 2021 | 라요 바예카노 | 지로나      | 알메리아, 레가네스      |

## 참고
1. ↑  발렌시아의 2군이지만, 메스타야는 대회에 참가해 승격 순위에 올랐다. 결국, 스페인 왕립 축구 연맹이 메스타야의 라 리가 승격을 불허했고, 라싱 산탄데르가 승격 자격을 얻었다.
2. ↑  바르셀로나의 2군이지만, 에스파냐 인두스트리알은 대회에 참가해 승격 순위에 올랐다. 결국, 스페인 왕립 축구 연맹이 에스파냐 인두스트리알의 라 리가 승격을 불허했고, 셀타 비고가 승격 자격을 얻었다.
3. ↑  그 다음 시즌 라 리가에 참가하기 위해, 구단 명칭을 콘달로 개칭했다
4. ↑  라 리가 참가 구단 수가 22개 구단으로 확장되면서, 알바세테는 플레이오프전을 패하고도 라 리가에 잔류하였다